# La casa (pel·lícula de 2017)
La casa (originalment en anglès, The House) és una pel·lícula de comèdia estatunidenca del 2017 dirigida per Andrew J. Cohen i coescrita per Cohen i Brendan O'Brien. La pel·lícula és protagonitzada per Will Ferrell, Amy Poehler, Jason Mantzoukas, Ryan Simpkins, Nick Kroll, Allison Tolman, Rob Huebel, Michaela Watkins i Jeremy Renner, i explica la història d'una parella que obre un casino subterrani a casa d'un amic per pagar la matrícula universitària de la seva filla.
El rodatge principal va començar el 14 de setembre de 2015 a Los Angeles. La pel·lícula es va estrenar el 30 de juny de 2017 amb Warner Bros. Pictures, va rebre comentaris negatius de la crítica i va recaptar 34 milions de dòlars a tot el món amb un pressupost de 40 milions de dòlars. El 19 de juliol de 2019 es va estrenar el doblatge en català a TV3.

## Argument
L'Alex és una noia que viu en un poble i que el curs que ve anirà a la universitat que li han triat els seus pares. Tot va segons el previst fins que, per falta de diners, l'Ajuntament del poble li retira la beca que tenia adjudicada. Els pares estan disposats a fer el que sigui per tenir els diners de la matrícula i munten un casino il·legal amb un amic.

## Repartiment
- Will Ferrell com a Scott Johansen
- Amy Poehler com a Kate Johansen, dona de l'Scott
- Jason Mantzoukas com a Frank Theodorakis, amic de la Kate i l'Scott
- Ryan Simpkins com a Alex Johansen, filla de l'Scott i la Kate
- Nick Kroll com a Bob Schaeffer
- Allison Tolman com a Dawn Mayweather, tresorera de l'ajuntament i amant d'en Bob.
- Rob Huebel com a l'agent de policia Chandler
- Michaela Watkins com a Raina Theodorakis, exdona d'en Frank
- Jeremy Renner com a Tommy Papouli, un cap de la màfia local
- Cedric Yarbrough com a Reggie Henderson
- Rory Scovel com a Joe Mayweather, marit de la Dawn que es va jubilar als 30 anys.
- Lennon Parham com a Martha
- Andrea Savage com a Laura
- Andy Buckley com a Craig
- Kyle Kinane com a Kevin Garvey
- Steve Zissis com a Carl Shackler
- Sam Richardson com a Marty
- Randall Park com a Buckler
- Jessica St. Clair com a Reba
- Alexandra Daddario com a Corsica
- Jessie Ennis com a Rachel
- Gillian Vigman com a Becky
- Wayne Federman com a Chip Dave
- Sebastian Maniscalco com a monologuista
- Linda Porter com a Old Lady
- Ian Roberts com a conductor de la universitat
- Bruna Rubio com a stripper